# 白象 (動物)
白象（しろぞう、はくぞう、びゃくぞう）は、特に東南アジアで神聖視される白いゾウのことである。必ずしもアルビノや白変種である必要はなく、体表に色の薄い箇所が複数あり、定められた判定基準を満たしたものが白象として認められる。6本の牙があり、それぞれの牙に布施波羅蜜、忍辱波羅蜜、持戒波羅蜜、精進波羅蜜、禅定波羅蜜、智慧波羅蜜の意味が込められている。

## 主にタイ国における白象の扱い

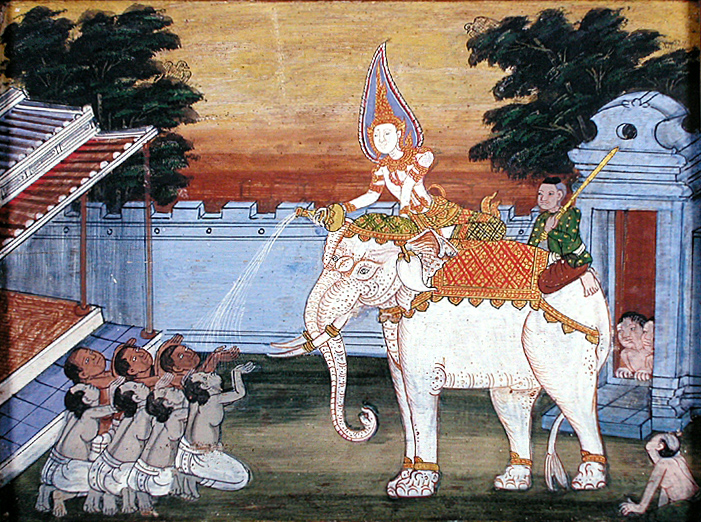
19世紀の絵に描かれた白象

タイにおいてはかなり昔から神聖視されており、タイの王はこれを発見すると大切に飼い、官位と欽錫名が与えられ一般のゾウと区別したという。アユタヤー王朝の王の一人・チャックラパットが白象をかり集め白象王と呼ばれた。後にビルマの王はこの白象を要求し、チャックラパットがこれを頑なに拒んだことは、王の威厳と白象の所有が強く結びついていることを示す非常に興味深い出来事である。
前タイ国王で、戦後上野動物園にゾウを贈ったことで知られるプーミポン王も白象を集め、7頭のゾウの所有者でも知られる。タイの象学によれば3頭の白象を集めれば上出来とされ、7頭もの所有は偉業ということになる。これらの象はプーミポン王の住むチットラダー宮殿で飼われている。
ゾウは古代インドから研究が盛んに行われており、ヒンドゥー教の文献・『マハーバーラタ』にも象学というゾウに関する学問があったということを示す個所がある。この象学はタイにも伝わっておりこれによって、タイではゾウの飼育・品評などが行われた。それによれば白象は全身が白くなくてよく、象を耳、足、鼻の付け根など部分に分け、その部分のうち白い部分の数がある一定数を満たしているときに白象と認められる。こうして白象と認められた象には、4種の属性が与えられる。
現在では、象法という法律がタイにはあり、これによれば白象と認められた象は国王に献上することになっている。国王に白象を献上した飼い主は、王と面会することが出来、多額の報償と名誉が与えられる。このよい例がスリンパックディーという人物の話である。18世紀にチエンプムという男が白象をラーマ1世に献上し、チエンプムは新たにルワン・スリンパックディーという名を王から贈られ（欽錫名）、知事に登用されるまでに寵愛された。そして彼の名の一部を県の名前にしたという（スリン県）。

## スラング
英語における「白い象（white elephant）」は、「（維持費のかかる）わずらわしい物、無用の長物」を意味する。これは、一種の昔話に由来する。
タイの王は昔、自分の嫌いな家臣に白い象を贈った。贈られたほうは、白い象など珍しいもので、しかも王から贈られたものだからまさか捨ててしまうわけにもいかない。すなわち、森の中に逃がしたり、あるいは殺したりは絶対にできない。ところが象だから大食らいであるため莫大な金がかかり、しかも物を踏みつぶすので家の中が目茶苦茶になるが、それでも捨てることもできず、その家臣はほとほと困ってしまう、というものである。
この「white elephant」が原子力発電所にも使われることがある。欧州緑の党・欧州自由連盟（The Greens–European Free Alliance）がウェブ上で発表している Nuclear power will not save our climate: 40 facts and arguments (2007年) によると、フィリピンでは海外から莫大な借金をして原子力発電所（Bataan plant）を建設しておきながら、この20年間いまだ稼働していない状態であるという。そして、このような原子力発電所は、発展途上国にとって white elephant になりこそすれ、経済発展のための起爆剤にはならない、としている。

### オークランド・アスレチックスと白い象
MLBのオークランド・アスレチックスのセカンドロゴやマスコット・キャラクターには、チーム名とは関係のない「白い象」が起用されている。これは1902年、ニューヨーク・ジャイアンツ（現在のサンフランシスコ・ジャイアンツ）の監督となったジョン・マグローが、新興チームのフィラデルフィア・アスレチックス（当時の名称）を蔑んで「白い象」と形容したことに由来する。
マグロー発言以降、「白い象」という表現はアスレチックス自身やファンによって意趣返しのスローガンとして使われるようになった。1902年のアメリカンリーグでアスレチックスが優勝した時には、優勝パレードに白い象をかたどったフロート車が登場した。コニー・マックの率いるアスレチックスがマグローの率いるジャイアンツと1905年のワールドシリーズで初めて対戦した際には、試合のパンフレットにも白い象が描かれた。このシリーズでアスレチックスは敗れたが、同チーム・同監督の対戦となった1911年や1913年のワールドシリーズでは、アスレチックスがジャイアンツに勝利している。

## 象徴として用いられる白象

タイの国旗（1855年-1916年）

- タイ国王に献上される白象が全身白である必要はないが、神話や芸術において白象は全身が純白の姿で描かれる。
- ガネーシャと呼ばれるヒンドゥー教のゾウの姿をした神は白い姿で描かれることが多い。
- ラオスの消滅した諸王朝の国旗には白象が描かれていた。
- 昔のタイの国旗は白象がデザインされており、タイの勲章には白象勲章がある。
- オークランド・アスレチックスのシンボルマークである。

## 歴史上の白象

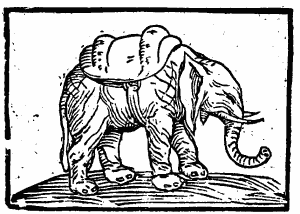
レオ10世の白象「アノーネ」

- ローマ教皇のレオ10世も東南アジアから白象を入手し、「アノーネ（英語版）」と名付けて飼った。
- 釈迦が生まれる際、その母は白象がお腹の中に入っていった夢を見て妊娠を知ったと言われている。
- 前述の通り英語で「white elephant」は「不用なのに維持費だけは高くつく物」を意味する比喩である。アメリカ海軍のアラスカ級大型巡洋艦、超音速旅客機コンコルド、タイ王国海軍の空母チャクリ・ナルエベト、ロンドンのミレニアム・ドーム（現・The O2）、モントリオール・エクスポズの本拠地だったオリンピック・スタジアムなどが「white elephant」と呼ばれた。
- 日本の江戸時代中期の享保年間、征夷大将軍が徳川吉宗であった頃、吉宗の要請によりタイ王国から象が一頭、輸入された。この象は長崎に上陸後、徒歩にて江戸へと移動したが、その道中の京都で中御門天皇や貴族衆らの観覧を受けている。この際に「無位無官のものが天皇の前に出るのはいかがなものか」とされ、象に「広南従四位白象」の称号と位階が与えられた上で、天皇や霊元法皇の御前に御披露目された。この位階授与は巷説であるとする学説もあるが、それ以前に当該の象は普通の象であり、白い象ではなかった。白い象という言葉はあくまで美しい存在、高貴で格上の存在としての意味でつけられたと推定される。詳しくは『広南従四位白象』の項目を参照すべし。